# Oshakati Est
Il distretto elettorale di Oshakati Est è un distretto elettorale della Namibia situato nella Regione dell'Oshana con 27.227 abitanti al censimento del 2011. Il capoluogo è la città di Oshakati.
Il fiume Okatana segna il confine tra i due distretti che compongono la città.